# ديفيد هودغينز
ديفيد هودغينز هو سياسي أمريكي، ولد في 1850، وتوفي في 1930. نشط حزبياً في الحزب الجمهوري. وقد انتخب عضو جمعية ولاية ويسكونسن ‏.